# Candlebox
I Candlebox sono un gruppo musicale rock statunitense formatosi a Seattle nel 1990.

## Storia del gruppo
Il gruppo ha avuto grande successo con l'omonimo album d'esordio, che è stato certificato multiplatino dalla RIAA. Il disco Candlebox rappresenta il primo grande successo dell'etichetta Maverick Records, facente riferimento a Madonna.
Nella seconda metà degli anni '90, calando l'attenzione nei confronti dello stile grunge, il gruppo ottiene un successo più moderato con gli album Lucy e Happy Pills.
Il gruppo si scioglie nel 2000, con il cantante Kevin Martin che fonda il gruppo The Hiwatts e il chitarrista Peter Klett che si trasferisce nei Redlightmusic.
Nel 2006 la band dei Candlebox si ricostituisce e la reunion porta alla realizzazione dell'album Into the Sun (2008), seguita da un intenso tour.
Nel 2012 è uscito il quinto album in studio.

## Formazione
Attuale
- Kevin Martin - voce, chitarra (1990–2000, 2006–presente)
- Peter Klett - chitarra (1991–2000, 2006–presente)
- Scott Mercado - batteria (1990–1997, 2006–presente)
- Sean Hennesy - chitarra (2006–presente)
- Adam Kury - basso (2007–presente)

Ex membri
- Bardi Martin - basso (1991–1999, 2006–2007; 2013)
- Dave Krusen - batteria (1997–1999, ancora collaboratore)
- Shannon Larkin - batteria (1999–2000)
- Rob Redick - basso (1999–2000)
- Robbie Allen - chitarre (1998–2000)

## Discografia

### Album in studio
- 1993 - Candlebox
- 1995 - Lucy
- 1998 - Happy Pills
- 2008 - Into the Sun
- 2012 - Love Stories & Other Musings
- 2016 - Disappearing in Airports
- 2021 - Wolves
- 2023 - The Long Goodbye

### Raccolte
- 2006 - The Best of Candlebox

### Live
- 2008 - Alive in Seattle (CD+DVD)